# بابا سیبیلو
بابا سیبیلو نخستین فیلم سینمایی ادوین خاچیکیان فرزند ساموئل خاچیکیان به عنوان کارگردان می‌باشد که به تهیه‌کنندگی احمد احمدی در سال ۱۳۹۸ ساخته شده‌است.

## منبع
- در خبرگزاری ایسنا
- در بانی فیلم[پیوند مرده]
- در وب سایت خبری سوره
- فیلمبرداری «بابا سیبیلو» به اتمام رسید/ کنار هم قرار گرفتن بازیگر ۵ ساله تا پیرمرد ۱۰۰ ساله در کمدی سینمایی
- در همشهری آنلاین
- خبرگزاری برنا
- سینما پرس
- فرزند ساموئل خاچیکیان فیلم کمدی می‌سازد
- ادوین خاچیکیان از ابتدای تابستان فیلم می‌سازد
- خبرگزاری مهر